# العطف (ناطع)

تعديل مصدري - تعديل

العطف هي إحدى قرى عزلة ال منصور بمديرية ناطع التابعة لمحافظة البيضاء، بلغ تعداد سكانها 22 نسمة حسب تعداد اليمن لعام 2004.